# Michael W. Graves
Michael W. Graves (* 27. Oktober 1952) ist ein US-amerikanischer Anthropologe und Archäologe. Sein Forschungsschwerpunkt liegt in der Betrachtung evolutionsarchäologischer Ansätze bzgl. der Entwicklung landwirtschaftlicher Praktiken, Monumental- und Wohnarchitektur, Sozialität, maritimer Gebrauchsgegenstände sowie Keramik.

## Leben

### Studium und akademische Lehrtätigkeit
Michael Graves studierte Anthropologie an der University of Washington in Seattle und erhielt dort 1974 einen Bachelor of Arts. Anschließend setzte er sein Studium an der University of Arizona in Tucson fort und spezialisierte sich hierbei auf Archäologie. 1981 promovierte er bei William A. Longacre mit der Dissertation Ethnoarchaeology of Kalinga Ceramic Design und erhielt er einen Ph.D. Graves lehrte nun von 1981 bis 1986 als Assistant Professor am Department of Anthropology der University of Guam. In dieser Zeit war er von 1983 bis 1985 Vorsitzender des Department of Anthropology sowie von 1985 bis 1986 Direktor des Micronesian Area Research Center. 1986 wechselte er an die University of Hawaiʻi at Mānoa, wo er von 1986 bis 1989 als Assistant Professor, von 1989 bis 1995 als Associate Professor, von 1995 bis 2007 als Professor lehrte. Seit 2008 gehört er der Universität als Professor Emeritus an. Des Weiteren war Graves im Frühling 1995 sowie erneut von 2002 bis 2006 Vorsitzender des Department of Anthropology. Neben seiner Lehrtätigkeit an der University of Hawaiʻi at Mānoa ist er seit 2007 Professor an der University of New Mexico und fungierte von 2007 bis 2014 als Vorsitzender des dortigen Department of Anthropology.
Von 1991 bis 1997 gehörte er dem Editorial Board der Fachzeitschrift Isla. The Journal of Micronesian Studies an. Von 1993 bis 1996 war er Herausgeber der Fachzeitschrift American Antiquity der Society for American Archaeology. Des Weiteren war er von 1992 bis 2000 Chefredakteur bzw. von 2000 bis 2015 Mitglied des Editorial Board der Fachzeitschrift Asian Perspectives. The Journal of Archaeology for Asia and the Pacific.

### Archäologische Feldforschung
Zu Anfang seiner Karriere beschäftigte sich Graves mit dem Südwesten der Vereinigten Staaten, vor allem Arizona, und betrieb hier fast zehn Jahre Feldforschung. Anschließend führte er ethnoarchäologische Forschungen bei den Kalinga im Nordwesten der philippinischen Insel Luzon durch. Seit Anfang der 1990er Jahre widmet er sich verstärkt der archäologische Feldforschung in Ozeanien und Hawaii. Im Zuge dessen führte er Grabungen auf den mikronesischen Inseln Guam, Saipan, Tinian, Pohnpei und Kosrae sowie auf Tahiti, auf der Osterinsel und verschiedenen hawaiianischen Inseln durch.

## Schriften (Auswahl)
- mit William A. Longacre, Sally J. Holbrook (Hrsg.): Multidisciplinary Research at Grasshopper Pueblo. (1982, Anthropological Papers, Number 40. University of Arizona Press, Tucson).
- mit Terry L. Hunt (Hrsg.): Exchange, Interaction, and Social Complexity in Oceania. (1990, Special Issue Asian Perspectives 29, University of Hawai‘i Press, Honolulu).
- The Archaeology of Hawaii: Recent Trends. (1991, Special Issue Asian Perspectives 30, University of Hawai‘ Press).
- mit Roger C. Green (Hrsg.): The Evolution and Organisation of Prehistoric Society in Polynesia (1993, Monograph 19. Auckland: New Zealand Archaeological Association).
- mit Thegn N. Ladefoged (Hrsg.): Pacific Landscapes. Archaeological Approaches to Oceania. (2002, Easter Island Foundation, Los Osos, California).
- mit Mike T. Carson (Hrsg.): Na Mea Kahiko o Kaua’i. Archaeological Studies in Kaua‘i. (2005, Special Publication 2. Society for Hawaiian Archaeology, Honolulu).
- mit James M. Skibo, Miriam T. Stark (Hrsg.): Archaeological Anthropology. Perspectives on Method and Theory. (2007, University of Arizona Press, Tucson).
- mit Julie S. Field (Hrsg.): Abundance and Resilience. Farming and Foraging in Ancient Kaua‘i. (2015, University of Hawai‘i Press, Honolulu).